# Козма Дебърски
Козма Дебърски или Пречистански е висш български православен духовник, дебърски митрополит.

## Биография
Роден е със светското име Константин през 1836 година в кичевското село Орланци, тогава в Османската империя. Негов чичо е игуменът на Кичевския манастир „Света Богородица Пречиста“ Теодосий Пречистански. Учи във Велес при Йордан Хаджиконстантинов Джинот, после в Крушево, в Битоля при Райко Жинзифов и в Скопие. Остава сирак, след което става йеродякон в Кичевския манастир, после архимандрит, а от 1873 година и игумен на манастира. Провежда реформи в манастирското училище и води борба с гъркоманията.
През май 1874 година Козма Пречистански събира всички свещеници от казата и те подписват протокол за присъединяване към Екзархията, потвърден по-късно от кметовете на 60 села. Митрополит Антим Дебърски обаче успява да издейства от валията Али Саиб паша арестуването му в Битоля и заточението му след един месец в Света гора. Освободен е в 1876 година и става архивар и ефимерий при Българската екзархия в Цариград. След Освобождението в 1878 година става екзархийски наместник в столицата на Източна Румелия Пловдив пред двамата източнорумелийски митрополити – пловдивския и сливенския, и пред Постоянния комитет. Екзархът му възлага важни задачи през източнорумелийското правителство.
На 7 април 1878 година подписва за Дебърска епархия (заедно с Димитър Попов за Костурска и Мъгленска, Наум Спространов за Охридска и архимандрит Теодосий за Драмско-Сярска) молба до великия княз Николай Николаевич, в която се отхвърлят твърденията за гръцкия характер на населението в Македония и се иска навлизане на руски войски в областта:
| „ | Победоносното руско оръжие, освобождавайки толкова дълго угнетявания досега под турско иго нещастен наш български народ, го задължи навеки... Македонските българи, лишавайки се от непосредствената защита на своите освободители... с цялата си преданост [ги] очакват в родината си... Поради това се осмеляваме да доложим на Ваше императорско височество, че някои недоброжелатели на българския народ, състоящи се в по-голямата си част от гръцки архиереи, посастоящем се стараят насилствено да събират подписи и да доказват, че жителите на Македония, влизащи по Санстефанския договорв състава на Българското княжество, се състоят предимно от гърци... | “ |

В 1881 година екзархийският наместник Методий Кусев със съдействието на драгоманина при руското консулство в Солун Наум Спространов, успява да уреди избора на архимандрит Козма Пречистански за председател на Солунската българска община. Козма се мести в Солун, където 7 години преподава в новооснованата Солунска българска мъжка гимназия. Царевна Миладинова го описва в солунския му период:
| „ | Интересна беше фигурата на този висок, едър човек, с почти орлов нос, с насипано от шарка лице, но с мек и добродушен поглед на очите. Казваха ни, че преди да дойде в Солун, преди да се сдобие с повече познания и преди да научи, че светът не е затворен само между четирите манастирски стени, този суров на вид планинец е раснал в дебърската „Света Пречиста“, гдето получил името си, също както растат дъбовите фиданки в кичестите гори на Западна Македония, волно, без всяка грижа освен грижата да се радва на божието слънце. Днес, като се изключи дядо Симеон Варненско-Преславски, почти нямаме фигура с осанката на Пречистански. Още тогава в Солун Козма Пречистански се ползуваше пред гражданите с голяма почит. Неговият авторитет бе голям най-вече поради патриархално-християнската му смиреност и скромност, които пленяваха граждани и селяни. Въздържан и в същото време сладкодумен, този облечен в расо планинец бе при това еднакво почитан и от хюкюмата, и от чужденците в града. Като председател на църковната община, с обмислените си постъпки и спокойствието си той вдъхваше доверие на всички. Той бе скоро обикнат като добър пастир и отличен духовник даже от гърците. | “ |

- Отчет на Солунската българска община до екзарха от архимандрит Козма, 23 юли 1886 г.

От 1888 до 1897 година Козма е глава на българските общини в Дебър, Битоля и Костур, където замества Търпо Поповски.
На 21 декември 1897 година е избран за дебърски митрополит, а в Костур е заместен от Никола Шкутов. Дебърски митрополит остава до 1913 година, когато е изгонен от новите сръбски власти. На 15 януари 1914 година поема управлението на Неврокопска епархия, където е митрополит до 1 юни 1915.
След освобождението на Вардарска Македония през есента на 1915 година от българската войска Козма Дебърски се връща в епархията си. Умира през януари 1916 година. Управлението на Дебърска епархия е поето от архимандрит Кирил Рилски.